# Никольский сельсовет (Нуримановский район)
Никольский сельсовет — муниципальное образование в Нуримановском районе Башкортостана.
Административный центр — село Никольское .

## История
Согласно Закону о границах, статусе и административных центрах муниципальных образований в Республике Башкортостан имеет статус сельского поселения.
В 2014 году в состав сельсовета вошла возрождённая деревня Тирякле.
Закон Республики Башкортостан от 28 марта 2014 года № 77-з "О внесении изменений в статью 2 Закона Республики Башкортостан «О границах, статусе и административных центрах муниципальных образований в Республике Башкортостан» гласит:

Статья 1
Внести в часть 1 статьи 2 Закона Республики Башкортостан от 17 декабря 2004 года № 126-з «О границах, статусе и административных центрах муниципальных образований в Республике Башкортостан» … следующие изменения:
2) подпункт "д" пункта 41 после слова "Вознесенский," дополнить словом "Тирякле," 

## Население
| 2002 | 2009 | 2010 | 2012 | 2013 | 2014 | 2015 |
| ---- | ---- | ---- | ---- | ---- | ---- | ---- |
| 835  | ↗883 | ↘823 | ↗838 | ↗852 | ↗862 | ↗886 |
| 2016 | 2017 | 2018 |      |      |      |      |
| →886 | ↘878 | ↘864 |      |      |      |      |

## Состав сельского поселения
| № | Населённый пункт | Тип населённого пункта       | Население |
| - | ---------------- | ---------------------------- | --------- |
| 1 | Никольское       | село, административный центр | ↘627      |
| 2 | Юрмаш            | деревня                      | ↗82       |
| 3 | Байкал           | деревня                      | ↘77       |
| 4 | Вознесенский     | деревня                      | →37       |
| 5 | Тирякле          | деревня                      | 0         |